# 13C busz (Kecskemét)
A kecskeméti 13C jelzésű autóbusz a Széchenyiváros és a Knorr-Bremse között közlekedett.

## Útvonala
| Széchenyiváros – Knorr-Bremse: | Knorr-Bremse – Széchenyiváros: |
| --- | --- |
| - Március 15. utca - Irinyi út - Akadémia körút - Nyíri út - Nagykörút - Juhász utca - Bodzai utca - Külső-Szegedi út - Knorr-Bremse | - Knorr-Bremse - Külső-Szegedi út - Bodzai utca - Juhász utca - Nagykörút - Nyíri út - Akadémia körút - Irinyi út - Március 15. utca |

## Megállóhelyei
| sz. | menet- idő (perc) | távolság (km) | megállóhely neve     | sz. | menet- idő (perc) | távolság (km) | átszállási kapcsolatok | intézmények |
| --- | ----------------- | ------------- | -------------------- | --- | ----------------- | ------------- | ---------------------- | ----------- |
| 0   | 0                 | 0,0           | Március 15. utca 51. | 9   | 19                | 6,9           | 14, 22                 |             |
| 1   | 2                 | 0,6           | Március 15. utca 40. | 8   | 17                | 6,3           | 14, 22                 |             |
| 2   | 3                 | 0,9           | Irinyi út 50.        | 7   | 16                | 6,0           | 10, 14, 22             |             |
| 3   | 4                 | 1,1           | Irinyi út            | 6   | 15                | 5,8           | 10, 14, 22             |             |
| 4   | 5                 | 1,4           | Akadémia körút 14.   | 5   | 14                | 5,5           | 20, 21, 29             |             |
| 5   | 6                 | 1,8           | Akadémia körút 46.   | 4   | 12                | 5,1           | 20, 21, 29 VOLÁN       |             |
| 5   | 6                 | 3,8           | Árpád krt. 17.       | 4   | 12                | 5,1           | 6, 21, 28              |             |
| 6   | 14                | 5,8           | Petőfi Nyomda        | 3   | 3                 | 1,1           | 7, 7C, 13              |             |
| 7   | 15                | 6,0           | Kenyérgyár           | 2   | 2                 | 0,9           | 7, 13                  |             |
| 8   | 16                | 6,4           | AGRIKON              | 1   | 1                 | 0,5           | 7, 13                  |             |
| 9   | 18                | 6,9           | KNORR BREMSE         | 0   | 0                 | 0,0           | 7, 13                  |             |